# Mānana
Mānana (englisch auch Rabbit Island) ist eine kleine, unbewohnte Insel im Archipel von Hawaii im Pazifik. Sie liegt etwa 1,2 Kilometer von Kaupō Beach entfernt, unweit Makapuʻu Point, der Südostspitze der Insel Oʻahu, und gehört zum Honolulu County.
Die Insel besteht aus Tuffgestein, ist bis zu 707 m lang, 645 m breit und weist eine Fläche von 27,1 ha (0,271 km²) auf. Mānana ist ein ehemaliger Vulkan vom Typ Tuffkegel und erreicht eine Höhe von 110 m über dem Meeresspiegel.
Das Eiland ist ein Brutgebiet verschiedener Seevögel, insbesondere des Keilschwanz-Sturmtauchers (Puffinus pacificus). Es ist daher, wie viele weitere kleine Inseln Hawaiis auch, ein Hawaiʻi State Seabird Sanctuary (Vogelschutzgebiet) und darf nicht betreten werden.
500 Meter südlich der Insel, zwischen ihr und dem Kāohikaipu Beach, liegt die kleinere Insel Kāohikaipu.